# Киёво (Новгородская область)
Киёво — деревня в Старорусском районе Новгородской области России. Входит в состав Медниковского сельского поселения.

## Этимология
Киёво — топоним с апеллятивной основой. Исходным апеллятивом для Киёво является древнерусское «кыи» (< праслав. *куjь), лексема, знакомая всем славянским языкам во взаимосвязанных значениях «палка, дубина; посох; молот; трость; батог».

## География
Киёво находится на правом берегу реки Редья (приток Ловати), ниже по течению, чем деревня Садово и выше, чем деревня Крюково.

## Население
| 2010 |
| ---- |
| 0    |